# Deep Sky

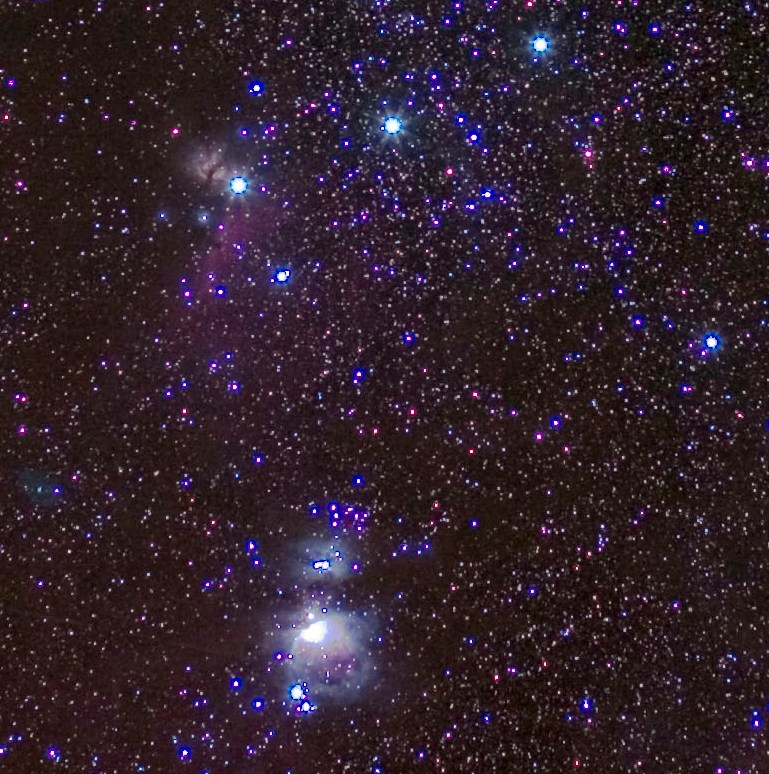
Zahlreiche Nebel im Sternbild Orion werden oft als Deep-Sky-Objekte bezeichnet

Unter dem englischsprachigen Begriff Deep Sky (wörtlich: „tiefer Himmel“) werden in der Amateurastronomie diejenigen optisch beobachtbaren Himmelsobjekte zusammengefasst, die sich außerhalb des Sonnensystems befinden (also keine Asteroiden, Planeten oder Kometen), aber keine einzelnen Sterne sind. Zu ihnen zählen unter anderem alle Sternhaufen, Nebel und Galaxien.
Dem Begriff Deep Sky liegt keine Klassifizierung von Objekten bezüglich ihrer absoluten Entfernung zugrunde. Tatsächlich können Deep-Sky-Objekte relativ nah sein, wie die Plejaden (M45 im Messier-Katalog): 430 Lichtjahre; oder auch sehr weit entfernt sein, wie die Whirlpool-Galaxie (M51): etwa 35 Mio. Lichtjahre.

## Beobachtung
Die visuelle und fotografische Beobachtung von Deep-Sky-Objekten erfreut sich bei Hobbyastronomen großer Beliebtheit. Einige dieser Objekte können schon mit bloßem Auge ausgemacht werden. Eine mit freiem Auge sichtbare Galaxie ist der Andromedanebel (M31), ein offener Sternhaufen zum Beispiel die Plejaden (M45). Als Beispiel für einen mit freiem Auge sichtbaren Nebel ist der Orionnebel (M42) zu nennen, mit freiem Auge als sternartiges Objekt sichtbar ist der Kugelsternhaufen Messier 22.
Zur visuellen Beobachtung von Deep-Sky-Objekten empfehlen sich optische Geräte mit hohem Lichtsammelvermögen, also großen Öffnungen. Zur Beobachtung sind meist kleine Vergrößerungen von Vorteil, um möglichst viel Licht in das Auge gelangen zu lassen. Man kann dann natürlich die Vergrößerung zur Detailbeobachtung steigern.
Viele Deep-Sky-Objekte sind schon mit einfachen optischen Hilfsmitteln wie einem Fernglas sehr gut zu beobachten. Zur Detailbeobachtung ziehen Hobbyastronomen Spiegelteleskope normalen, meist lichtschwächeren Linsenfernrohren vor.

## Geschichte & Katalogisierung
Manche Deep-Sky-Objekte waren schon in der Antike und davor bekannt und in entsprechenden Katalogen aufgeführt. Manche tragen jedoch auch die eigentlich nur für Sterne typischen Bayer- (von 1603) oder Flamsteed-Bezeichnungen (1712), da sie früher als Fixsterne fehlinterpretiert wurden.
Als man im 18. Jahrhundert systematisch nach Kometen zu suchen begann, wurde es notwendig, die restlichen nebulösen Himmelserscheinungen von den Kometen zu unterscheiden. So beschrieb der französische Astronom Charles Messier bis 1784 die Position von 110 dieser Objekte in seinem Katalog (Messier-Katalog), welcher zur bekanntesten Sammlung von Deep-Sky-Objekten wurde.
Seitdem sind immer mehr solcher Objekte aufgetaucht. John Dreyer verfasste 1888 den berühmten New General Catalogue, der fast 8000 Objekte beinhaltet.
Wichtige Durchmusterungen der neueren Zeit waren das Hubble Deep Field 1995, Hubble Deep Field South 1998 und das Hubble Ultra Deep Field 2004, welches das im Bereich des sichtbaren Lichts bis dato fernste astronomische Objekt aufgenommen hat.

## Deep-Sky-Objekte
Zu den Deep-Sky-Objekte gehören Offene und Kugelsternhaufen, Galaxien sowie Nebel (Emissions-, Reflexions- und Dunkelnebel sowie Planetarische Nebel).